# Connor Zary
Connor Zary (né le 25 septembre 2001 à Saskatoon, dans la province de la Saskatchewan au Canada) est un joueur professionnel canadien de hockey sur glace. Il joue au poste de centre.

## Biographie

### Carrière en club
Il est choisi au premier tour, en 24e position, par les Flames de Calgary, lors du repêchage d'entrée dans la LNH 2020. Il signe son contrat d'entrée avec les Flames le 31 décembre 2020. Il commence la saison 2020-2021 avec le Heat de Stockton, le club-ferme des Flames dans la LAH, mais par la suite, après 9 parties, il est renvoyé dans la LHOu avec les Blazers de Kamloops, où il passe le reste de la saison.
La saison suivante, en 2021-2022, il joue sa première saison complète chez les pros et la termine avec 13 buts, 12 aides et 36 minutes de punition en 53 parties. Le Heat connaît une très bonne saison et termine en tête de la division pacifique avec un bilan de 45 victoires, 16 défaites, 5 défaites en prolongation et 2 défaites en fusillade. En séries éliminatoires, le Heat balaie les Condors de Bakersfield en 3 parties lors du premier tour. Lors du deuxième tour, ils battent les Eagles du Colorado 3-1. En finale de conférence, ils sont vaincus par les Wolves de Chicago en 6 parties, qui vont, par la suite, mettre la main sur la Coupe Calder. Zary termine les éliminatoires avec un but, une aide et 4 minutes de punitions en 13 parties.

## Statistiques

### En club
| Saison    | Équipe               | Ligue |    | Saison régulière | Saison régulière | Saison régulière | Saison régulière | Saison régulière |   | Séries éliminatoires | Séries éliminatoires | Séries éliminatoires | Séries éliminatoires | Séries éliminatoires |
| Saison    | Équipe               | Ligue | PJ | B                | A                | Pts              | Pun              | PJ               | B | A                    | Pts                  | Pun                  |                      |                      |
| 2017-2018 | Blazers de Kamloops  | LHOu  | 68 | 11               | 18               | 29               | 26               | -                | - | -                    | -                    | -                    |                      |                      |
| 2018-2019 | Blazers de Kamloops  | LHOu  | 63 | 24               | 43               | 67               | 55               | 4                | 3 | 1                    | 4                    | 6                    |                      |                      |
| 2019-2020 | Blazers de Kamloops  | LHOu  | 57 | 38               | 48               | 86               | 51               | -                | - | -                    | -                    | -                    |                      |                      |
| 2020-2021 | Blazers de Kamloops  | LHOu  | 15 | 6                | 18               | 24               | 35               | -                | - | -                    | -                    | -                    |                      |                      |
| 2020-2021 | Heat de Stockton     | LAH   | 9  | 3                | 4                | 7                | 4                | -                | - | -                    | -                    | -                    |                      |                      |
| 2021-2022 | Heat de Stockton     | LAH   | 53 | 13               | 12               | 25               | 36               | 13               | 1 | 1                    | 2                    | 4                    |                      |                      |
| 2022-2023 | Wranglers de Calgary | LAH   | 72 | 21               | 37               | 58               | 63               | 9                | 1 | 3                    | 4                    | 4                    |                      |                      |
| 2023-2024 | Flames de Calgary    | LNH   | 63 | 14               | 20               | 34               | 22               | -                | - | -                    | -                    | -                    |                      |                      |
| 2023-2024 | Wranglers de Calgary | LAH   | 6  | 1                | 9                | 10               | 2                | -                | - | -                    | -                    | -                    |                      |                      |

### En équipe nationale
| Année | Équipe     | Compétition                          |   | PJ | B | A | Pts | Pun               |  | Résultat |
| 2019  | Canada U18 | Championnat du monde moins de 18 ans | 7 | 4  | 3 | 7 | 6   | 4e place          |  |          |
| 2021  | Canada U20 | Championnat du monde junior          | 7 | 0  | 2 | 2 | 2   | Médaille d'argent |  |          |

## Trophées et distinctions

### Ligue de hockey de l'Ouest
- Il est nommé dans la 1re équipe d'étoiles en 2019-2020.